# Gabriel Argany
Gabriel Argany (segle XVII - Lleida, 1717) fou músic i mestre de capella que exercí a diverses catedrals catalanes.

## Biografia
Entre 1688 i 1690, Gabriel Argany fou mestre de capella interí de la Catedral de Girona. Més concretament, després de restar la plaça vacant a causa de la mort de Francesc Soler, el capítol de la catedral gironina recollí informació sobre dos possibles candidats, Felip Olivelles, mestre de capella del Palau de la Comtessa de Barcelona, i Josep Gas (o Gaz), mestre de Santa Maria del Mar de la ciutat comtal. Amb tot, en no acceptar cap dels candidats considerats en un primer moment, Argany asumí el càrrec en 1688.
El 1690, volgué traslladar-se a la Catedral de Lleida per tal d'exercir com a mestre de capella, petició que li fou concedida el 24 de maig del mateix any. Posteriorment, el capítol de l'esmentada catedral lleidatana, mostrà interès per Argany i el nomenà definitivament mestre de la seu el 2 de juny. En aquest context, Argany va mantenir l'esmentada posició fins al 1699, data en què fou substituït per l'organista Pere Vidal. Amb tot, el setembre de l'any 1700 fou reposat com a mestre de capella.
En ocasió de l'atac perpetrat a Lleida per part de les tropes felipistes, el músic s'absentà sense permís, motiu pel qual fou acomiadat i reemplaçat per Francesc Vidal. En aquest període, "la seu vella" fou ocupada per les tropes del Duc d'Orleans i l'ordre es traslladà a la capella del Col·legi dels Jesuïtes i, més endavant, a la parròquia de Sant Llorenç. Malauradament, F. Vidal fou nomenat organista a València i el capellà va recórrer per tercera vegada a Argany el 1715. Degut a aquest fet, el 8 de novembre del citat any, fou readmès com al mateix càrrec de la seu lleidatana "amb tot los càrrechs, honors y salaris acostumats" fins al 23 de desembre de 1716, data en què entrà en escena Domènec Teixidor.
Intervingué en l'abrandada polèmica causada per la renovadora Missa Scala Aretina (1702) de Francesc Valls, amb un opuscle en defensa de Valls. De la seva producció com a compositor, se n'han conservat villancets per a cor i orquestra i altres obres de música religiosa: misses, motets, salms. Es conserven obres seves al fons musical de l'església parroquial de Sant Pere i Sant Pau de Canet de Mar (CMar). També, se'n conserva un Magnificat en la Catedral d'Albarrasí.
El seu germà, Caietà, va ser escolà de cota grana a la catedral barcelonina (1693), i fou nomenat cantor del cor de la Seu d'Urgell l'any 1700.

## Obres
- Ave Regina caelorum, a 10 v..
- Christus natus est 8 v..[13]
- Dixit Dominus 9 v., 1701.[13]
- Dixit Dominus a 11 vozes a 4 choros.[13]
- Domine ad adiuvandum A 11 Vozes Con Menestriles A Quatro Choros.
- Hodie Christus.
- Magnificat 9 vozes con Menestriles, 1701.[13]
- Magnificat a 11 vozes a 3 choros.[13]
- Magnificat cum 5 vocibus, 8º tono.[13]
- Miserere, 1716.[13]
- Misa para Navidad a 11 voces, con Ministriles.
- Missa pro deffunctis cum 8 vocibus, 1702.[13]
- Missa a 9 vozes con Menestriles.
- Missa a 10 vozes con Menestriles, 1696.
- Missa a 10 vozes con Menestriles, a 4 choros, 1701.
- Missa a 11 vozes.
- Psalmus D[omi]ne ad adjuvandum ad Vesperas Cum 11 Vocibus Con Menestriles.
- Salve Regina, a 10 v..
- Villancico a la Assumpcion de Nuestra Señora, a 6. con baxoncillos. Aues canoras.
- Villancico a 10: Avecillas, parleras.[Enllaç no actiu] («exemplar digitalitzat».)
- Villancico a 15: A la Anunciación de María - En ricos y vistosos tronos. («exemplar digitalitzat».)
- Villancico a la Pura Concepción. A 8. Celebre Culto Rinde el afecto.[Enllaç no actiu] («exemplar digitalitzat».)
- Villancico al Santísimo: Logrese en tus dulzuras, a duo.
- Villancicos, que se han de cantar, en la Santa Iglesia Cathedral de Lerida, la Noche del Nacimiento del Señor. Este Año de 1694.  Lerida: Domingo Simon, 1694. (edició facsímil moderna de Madrid, 1982)
- Villancicos Que se han de cantar, en la Santa Iglesia Cathedral de Lerida, la Noche de Navidad; este Año 1695.  Lerida: Domingo Simon, 1695. («exemplar digitalitzat».)
- Villancicos, que se han de cantar, en la Santa Iglesia Cathedral de Leryda, la Noche de Navidad; este Año 1696.  Lerida: Domingo Simon, 1696. («exemplar digitalitzat».)
- Villancicos, que se han de cantar, en la Santa Iglesia Cathedral de Leryda, la Noche del nacimiento del Señor, este Año de 1697...Siendo Maestro de Capilla el Racionero Gabriel Argañy, Presbytero.  Leryda: Domingo Simon, 1697. (n'hi ha una edició facsímil de Madrid: Modesta Lozano i Pedro Manuel Cátedra, 1983)
- Villancicos qve se cantaron en el Real convento de Santa Clara, de la Orden de San Benito, de Barcelona à la Profession, y Velo de la muy ilustre Señora D. Tereza de Sentmanat, y Oms, hija de los Excelentissimos Señores marquezes de Castelldosrius, &c., cantólos la Capilla de nuestra Señora del Palao el dia 19 de Agosto de 1699, siendo su maestro el Licenciado Gabriel Argany.  Barcelona: Iayme Suriá, 1699.
- Villancicos, que se han de cantar, en la Santa Iglesia Cathedral de Lerida, la Noche de Navidad, en los Maytines del Nacimineto del Hijo de Dios; este Año de 1701.  Lerida: Domingo Simon, 1701.
- Letras de los Villancicos se han de cantar la Noche del nacimiento de N. Señor, en la Santa Iglesia Cathedral de Lerida: este Año de 1702.  Lerida: Domingo Simon, 1702. («exemplar digitlitzat».)

### Llibres
- Parecer en aplauso de la postura que puso en el Miserere Nobis... el licenciado Francisco Valls, 1716.